# Agents de régénération
Les Agents de régénération ou RGTAs® (ReGeneraTing Agents) sont une nouvelle classe de médicaments qui augmente la vitesse et la qualité de la réparation tissulaire et qui, dans certains cas, conduisent à une véritable régénération des tissus,.